# Relações entre Guatemala e Índia
As relações entre a Guatemala e a Índia referem-se às relações internacionais que existem entre a República da Guatemala e a República da Índia . Os dois países estabeleceram relações diplomáticas entre si na década de 1970, e decidiram abrir missões diplomáticas residentes no outro país. Ambas as nações fazem parte do Movimento Não-Alinhado.

## História
De acordo com o Ministério do Comércio do governo indiano, o comércio total entre a Índia e a Guatemala foi de apenas US$ 92 milhões em 2009-10, com a Índia respondendo por quase $ 87 milhões desse comércio, ou cerca de 95%.
O vice-presidente da Índia, Venkaiah Naidu, visitou a Guatemala para a primeira visita de uma delegação de alto nível ao país desde o estabelecimento das relações diplomáticas em 1972. O Vice-Presidente visitou a histórica cidade de Antigua Guatemala e também discutiu a ampliação dos laços comerciais no campo da cultura, preservação da fauna e flora silvestres, setor de TI e da agricultura. Ele também insistiu em ajudar o sistema de saúde da Guatemala com a ajuda da indústria farmacêutica, na Índia.

## Missões diplomáticas
As relações diplomáticas entre a Guatemala e a Índia foram estabelecidas em 1972. A Índia abriu sua Embaixada na Cidade da Guatemala em 2 de maio de 2011. Guatemala abriu sua embaixada em Nova Delhi em 9 de abril de 2013.

## Guerra de especiarias
Há maior competição na produção de cardamomo entre Índia e Guatemala, entre outras especiarias. Durante o excesso de cardamomo de 1997-1998, a Guatemala transportou cerca de 3.000 toneladas da safra para a Índia via Nepal. A Guatemala pode se dar ao luxo de manipular o preço internacional, pois seu custo de produção é baixo se comparado ao da Índia. Embora o cultivo do cardamomo na Índia exija muitos insumos, ele se desenvolve em grandes áreas de terras virgens na Guatemala, sem fertilizantes ou pesticidas.